# Fresneda de la Sierra (Cuenca)
Fresneda de la Sierra es un municipio y localidad española de la provincia de Cuenca, en la comunidad autónoma de Castilla-La Mancha. El término municipal cuenta con una población de 41 habitantes (INE 2024).

## Toponimia
La existencia de cantidad de fresnos (Fraxinus excelsior) en la zona, dio lugar al nombre Fresneda, al que se le añadió el apelativo «de la Sierra», por encontrarse en esta zona geográfica.

## Geografía

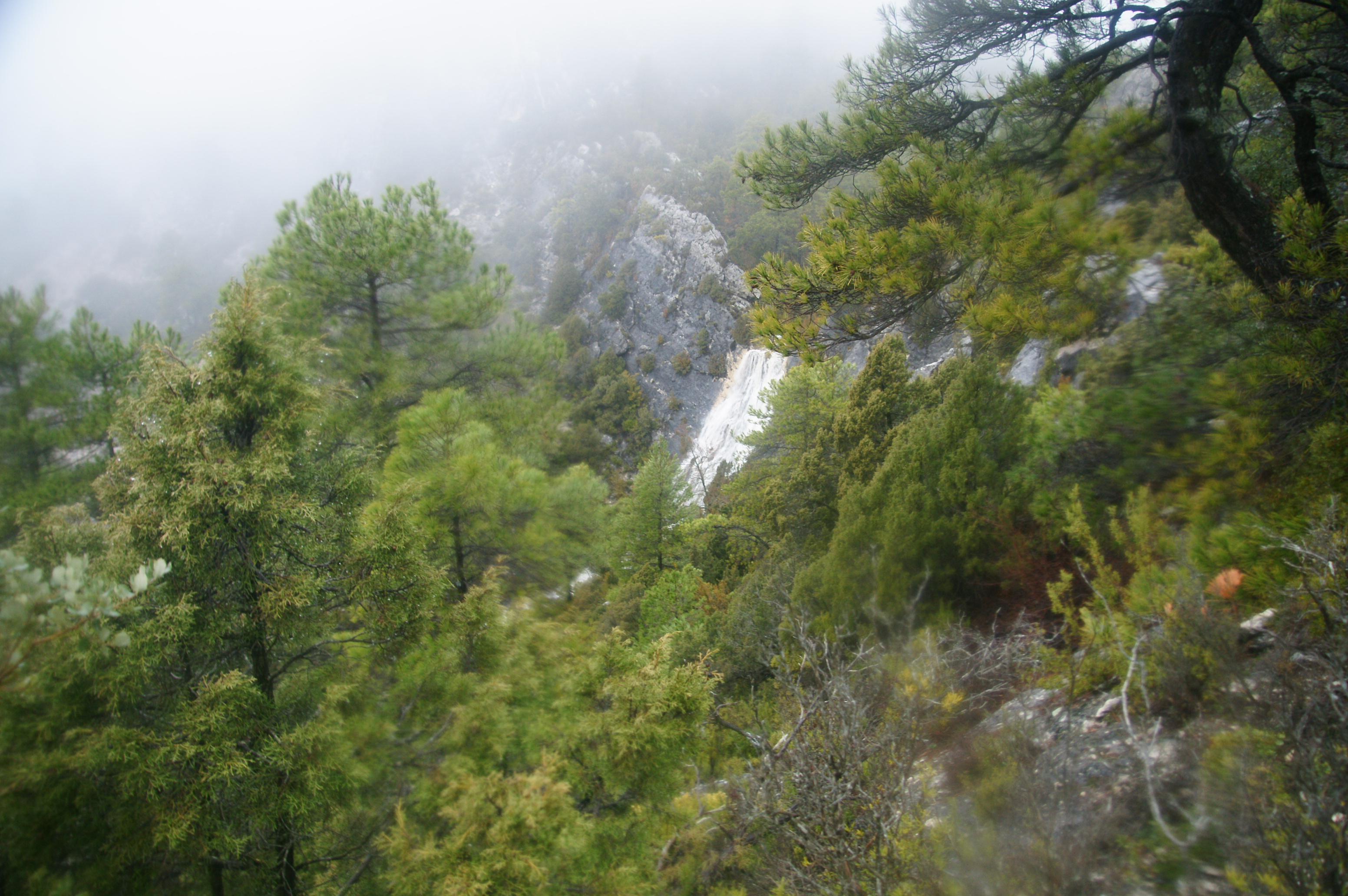
Cascada Peña del Cagurrial. El Chorrillo.

Se encuentra en la Serranía Media. Dista 43,9 km de la capital de la provincia (Cuenca), se puede llegar desde esta ciudad por la CM-2110 y CM-2105, recorriendo 23 km hasta Villalba de la Sierra, donde hay un desvío para realizar el resto del trayecto por la CUV-9114. Además está cercano por su ubicación a los límites del parque natural de la Serranía de Cuenca.

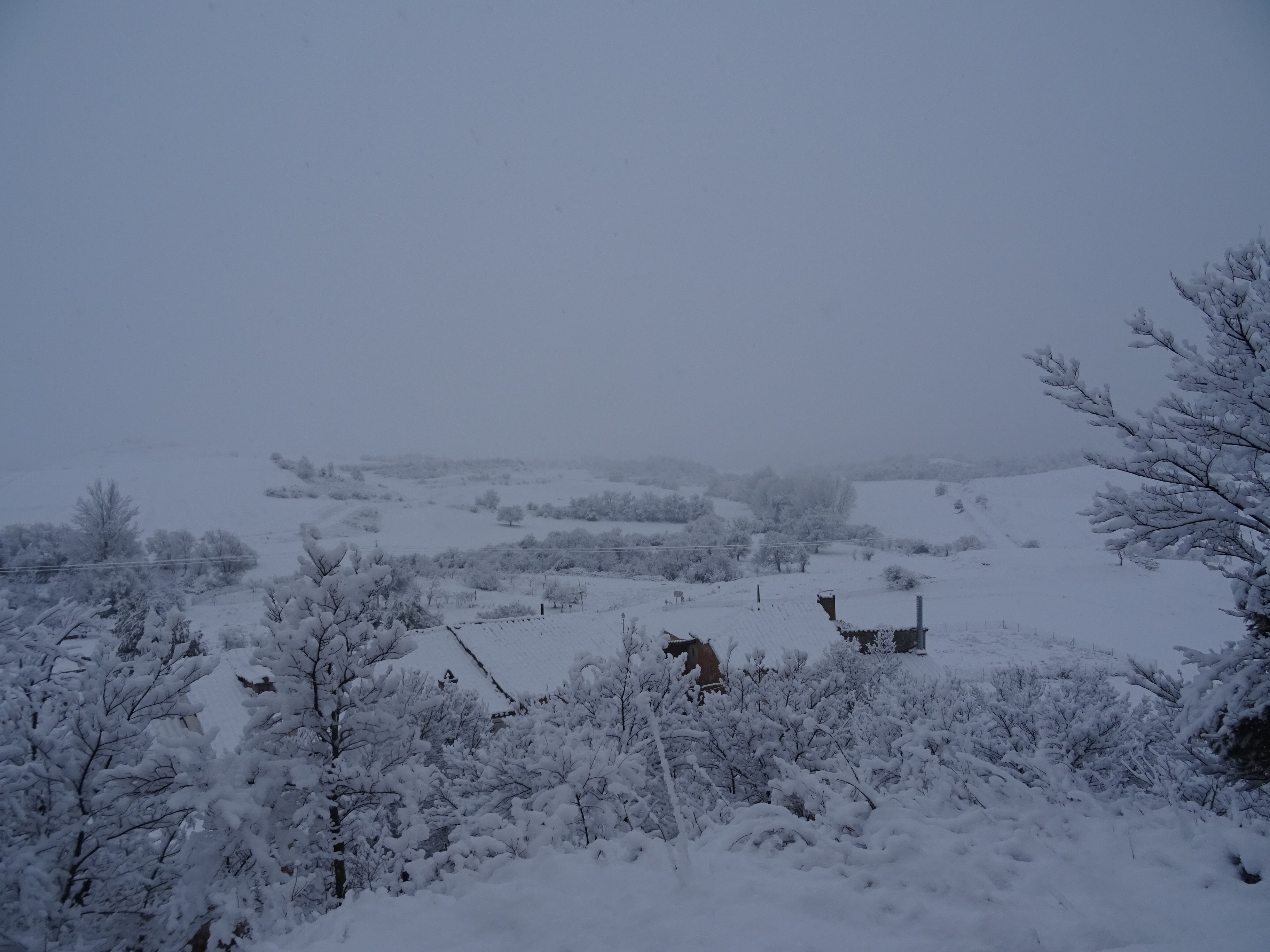
Nevada en febrero

El clima del municipio es similar al de la capital (Cuenca): mediterráneo continental, con temperaturas frías en invierno y suaves en verano, y una importante oscilación térmica diaria durante todo el año, más acusada en los meses cálidos, en especial los estivales.

## Historia
Su origen es difícil de determinar, pero se dice que durante la dominación musulmana, apenas estuvo poblado por familias árabes.  Los primeros núcleos edificados, aparecieron durante el período repoblador del siglo XII y se trataba de cristianos procedentes de las tierras del páramo molinés.
A mediados del siglo XIX, el lugar contaba con una población censada de 319 habitantes. La localidad aparece descrita en el octavo volumen del Diccionario geográfico-estadístico-histórico de España y sus posesiones de Ultramar de Pascual Madoz de la siguiente manera:

FRESNEDA DE LA SIERRA: l. con ayunt. en la prov. y dióc. de Cuenca (6 leg.), part. jud. de Priego (6), aud. terr. de Albacete y c g. de Castilla la Nueva (Madrid): sit. en la falda y laderas de un cerro á la márg. izq. del r. Escabas con buena ventilacion y clima frio, y las enfermedades mas frecuentes dolores de costado. Tiene 93 casas de mediana construccion, entre ellas la municipal y otra muy notable de propiedad particular, cárcel; escuela de niños sin dotacion, concurrida por 50; igl. (San Miguel Arcanjel) anejo de Castillejo déla Sierra y una fuente de escelentes aguas dentro de la pobl. con la que se surten sus vec. Confina el térm. por N. con Fuentescusa y Poyatos (1/2 leg.); E. los anteriores y Castillejo de la Sierra á igual dist.; S. Rivatajada, y O. La Frontera ambos á una leg. En él y sobre un cerro hay una ermita bajo la advocacion de Sta. Isabel. El terreno es montuoso y bastante entrecortado, poblado de árboles maderables y bañado en parte por varias acequias. caminos: á Cuenca, Molina y pueblos limítrofes en mal estado. La correspondencia se recibe por balijero de la cap. de la prov. los sábados, saliendo el mismo dia. ind.: la agrícola y la elaboracion de maderas para los edificios. prod.: trigo de inferior calidad, mucha bellota, patatas y alubias; hay ganado lanar de la clase del churro y fino siendo el mas preferido el vacuno. pobl.: 88 vec., 319 alm. cap. terr. prod.: 687,080 rs. imp.: 34,354. El presupuesto municipal asciende á 750 rs. cuya suma es la dotacion que disfruta el secretario de ayunt. y se cobra por reparto vecinal.
(Madoz, 1847, p. 184)

## Demografía
Fresneda de la Sierra cuenta con una población de 41 habitantes (INE 2024).
| Gráfica de evolución demográfica de Fresneda de la Sierra entre 1842 y 2021                                         |
| |
| Población de derecho según los censos de población del INE Población de hecho según los censos de población del INE |

## Administración
El Ayuntamiento está formado por un alcalde y dos concejales.
| Periodo   | Nombre                         | Partido |
| --------- | ------------------------------ | ------- |
| 1979-1983 | .                              | .       |
| 1983-1987 | .                              | .       |
| 1987-1991 | .                              | .       |
| 1991-1995 | .                              | .       |
| 1995-1999 | .                              | .       |
| 1999-2003 | .                              | .       |
| 2003-2007 | Juan Carlos Cañizares Martínez | PSOE    |
| 2007-2011 | Juan Carlos Cañizares Martínez | PSOE    |
| 2011-2015 | Juan Carlos Cañizares Martínez | PSOE    |
| 2015-2019 | Juan Carlos Cañizares Martínez | PSOE    |
| 2019-2023 | Juan Carlos Cañizares Martínez | PSOE    |
| 2023-act. | Francisco Marco Cañizares      | PSOE    |

## Monumentos

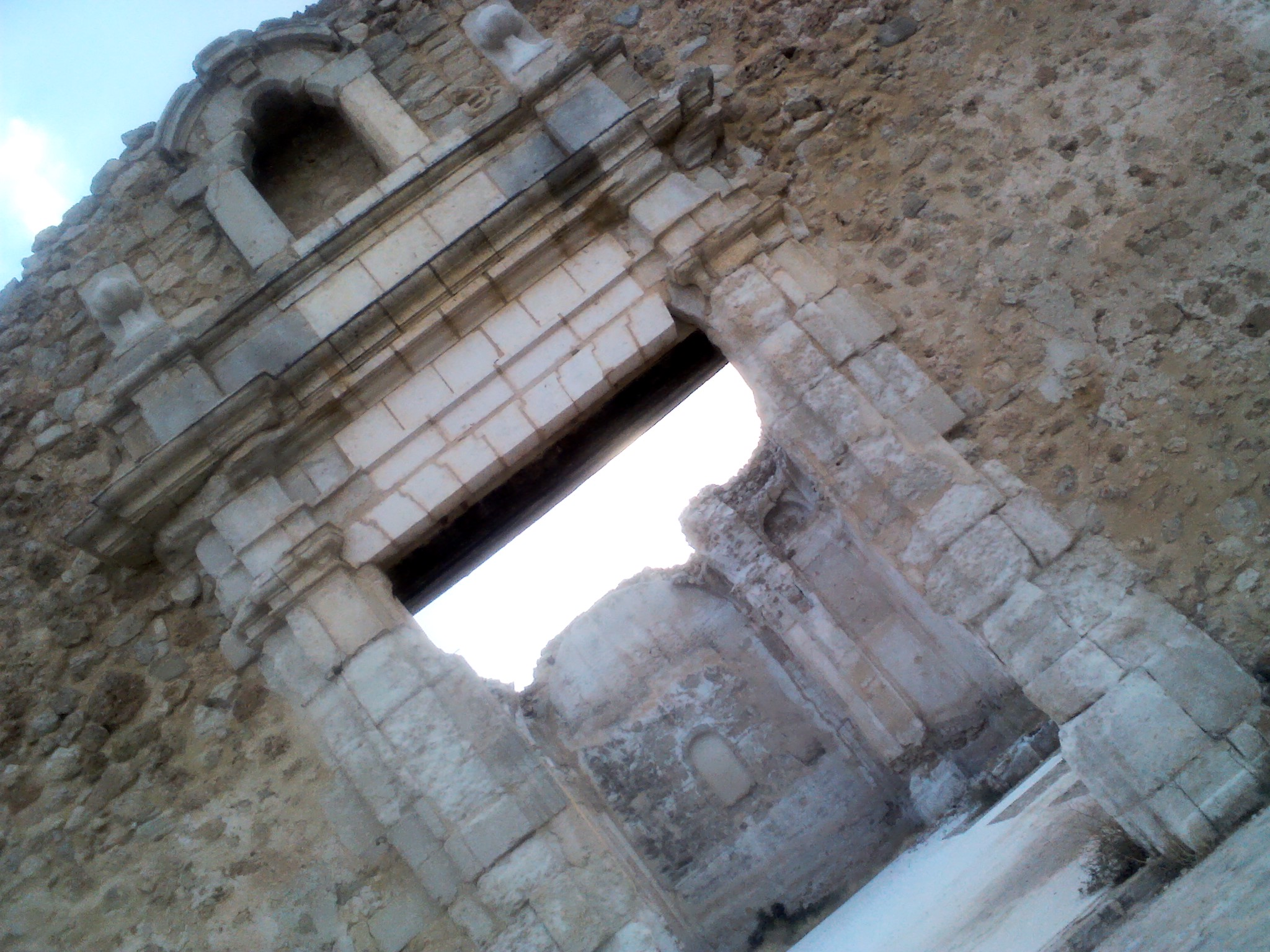
Ruinas de la antigua iglesia de San Miguel

Es digno de destacar las imponentes ruinas del templo dedicado al arcángel Miguel, dormitan con algún otro resto de arcada barroca en lo alto del cerrillo que da abrigo al pueblo. Existen además construcciones de portada de arco de medio punto, portones, algún tejaroz ya abandonado, ventanucos y el Ayuntamiento, ya renovado, del cual queda muy poco de la identidad que le hiciera ser bello en el siglo XVI.

## Fiestas

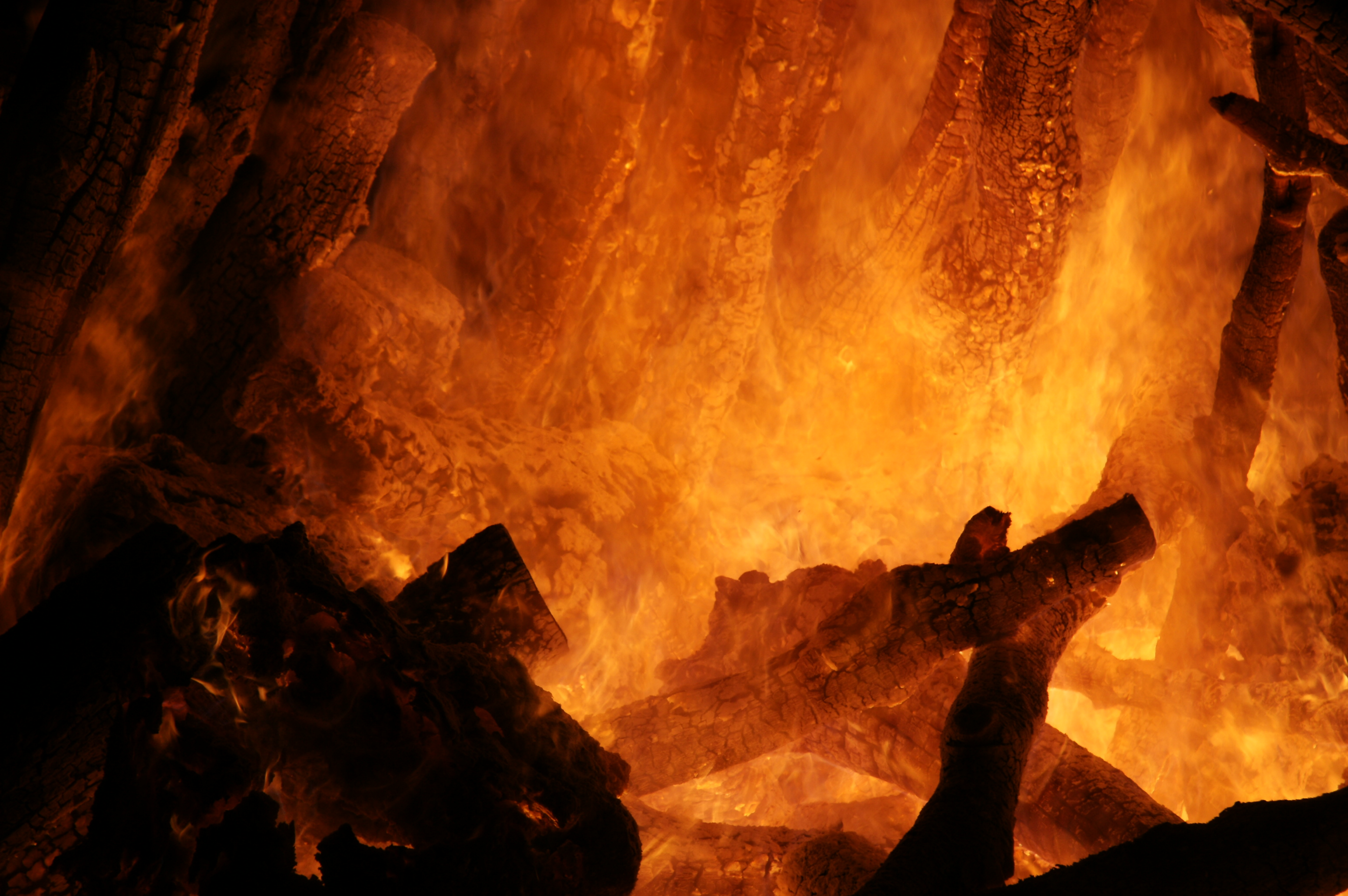
Hoguera en honor de San Blas en febrero

En el mes de febrero para la fiesta de San Blas los vecinos y visitantes se reúnen para realizar una gran hoguera. Durante las fiestas se cocinan guisos típicos... (gachas, calderetas...), que son compartidos por todos los asistentes. La hoguera deberá permanecer encendida hasta culminar la noche de San Blas, y se celebra misa en honor del Santo, rogándole que preserve de los males de garganta, además se tiene por costumbre ese día repartir rollos de pan a los asistentes.
Las fiestas locales son:
- 29 de septiembre: San Miguel Arcángel.
- 3 de febrero: San Blas.
- Fiestas de verano. Durante la semana siguiente se realizan sus cenas en común (guisos de legumbres, calderetas, parrilladas de panceta - chorizo - morcilla - sardinas..., paellas variadas, huevos fritos con jamón, etc.).

## Emplazamientos de interés
Para la obtención de las coordenadas se ha utilizado la información de los enlaces externos: SIGPAC Archivado el 10 de septiembre de 2010 en Wayback Machine. y Sede Electrónica del Catastro
El Sistema de referencia geodésico utilizado para establecer las coordenadas es el WGS84 ~ ETRS89
La tabla se puede ordenar por cualquiera de sus columnas
(*) Entorno cercano <=5 Km, Entorno lejano > 5 Km.
| Lugar                                           | Descripción       | Ubicación (*)   | Coordenadas cartesianas                              |
| ----------------------------------------------- | ----------------- | --------------- | ---------------------------------------------------- |
| Iglesia antigua                                 | Ruinas            | Localidad       | 40°23′28.37″N 02°08′33.01″O / 40.3912139, -2.1425028 |
| La Plaza                                        | Fuente            | Localidad       | 40°23′29.32″N 02°08′30.32″O / 40.3914778, -2.1417556 |
| Hoguera de San Blas                             | Instalación       | Localidad       | 40°23′29.21″N 02°08′30.06″O / 40.3914472, -2.1416833 |
| Ayuntamiento                                    | Edificio          | Localidad       | 40°23′26.61″N 02°08′30.85″O / 40.3907250, -2.1419028 |
| La Placeta                                      | Fuente            | Localidad       | 40°23′27.30″N 02°08′26.26″O / 40.3909167, -2.1406278 |
| Oriente                                         | Fuente            | Localidad       | 40°23′31.20″N 02°08′37.80″O / 40.3920000, -2.1438333 |
| Antiguo Lavadero                                | Instalación       | Localidad       | 40°23′30.38″N 02°08′36.28″O / 40.3917722, -2.1434111 |
| Instalación deportiva                           | Instalación       | Localidad       | 40°23′31.04″N 02°08′29.69″O / 40.3919556, -2.1415806 |
| Instalación comunitaria                         | Edificio          | Localidad       | 40°23′30.34″N 02°08′29.17″O / 40.3917611, -2.1414361 |
| Parque Infantil                                 | Instalación       | Localidad       | 40°23′24.88″N 02°08′24.26″O / 40.3902444, -2.1400722 |
| Iglesia de San Miguel Arcángel                  | Edificio          | Localidad       | 40°23′24.75″N 02°08′24.02″O / 40.3902083, -2.1400056 |
| El Calvario                                     | Mirador           | Localidad       | 40°23′33.91″N 02°08′26.56″O / 40.3927528, -2.1407111 |
| Cementerio                                      | Instalación       | Entorno cercano | 40°23′29.21″N 02°08′11.45″O / 40.3914472, -2.1365139 |
| Antiguo Puesto Vigilancia Forestal              | Instalación       | Entorno cercano | 40°24′30.78″N 02°06′36.58″O / 40.4085500, -2.1101611 |
| Refugio de la Nava                              | Instalación       | Entorno cercano | 40°23′42.49″N 02°09′25.58″O / 40.3951361, -2.1571056 |
| Acceso Este - Dehesa boyal                      | Bosque            | Entorno cercano | 40°23′37.81″N 02°09′14.87″O / 40.3938361, -2.1541306 |
| Acceso Sur - Dehesa boyal                       | Bosque            | Entorno cercano | 40°22′38.38″N 02°09′57.76″O / 40.3773278, -2.1660444 |
| Acceso Oeste - Dehesa boyal                     | Bosque            | Entorno cercano | 40°23′03.37″N 02°10′05.34″O / 40.3842694, -2.1681500 |
| Acceso Suroeste - El Resquicio                  | Formación rocosa  | Entorno cercano | 40°23′33.82″N 02°07′07.97″O / 40.3927278, -2.1188806 |
| Acceso Nordeste - El Resquicio                  | Formación rocosa  | Entorno lejano  | 40°24′23.11″N 02°05′10.48″O / 40.4064194, -2.0862444 |
| El Sumidero                                     | Bosque            | Entorno lejano  | 40°24′25.30″N 02°05′05.49″O / 40.4070278, -2.0848583 |
| El Resquicio                                    | Fuente            | Entorno cercano | 40°24′11.52″N 02°06′18.50″O / 40.4032000, -2.1051389 |
| El Cubillo                                      | Fuente            | Entorno cercano | 40°23′52.74″N 02°07′50.40″O / 40.3979833, -2.1306667 |
| El Huerto Fiel                                  | Fuente            | Entorno cercano | 40°24′12.72″N 02°09′07.60″O / 40.4035333, -2.1521111 |
| La Nava                                         | Fuente            | Entorno cercano | 40°23′41.37″N 02°09′27.03″O / 40.3948250, -2.1575083 |
| Los Prados                                      | Fuentes           | Entorno cercano | 40°23′33.82″N 02°09′15.12″O / 40.3927278, -2.1542000 |
| Valdemartín                                     | Fuente            | Entorno cercano | 40°24′41.95″N 02°10′05.54″O / 40.4116528, -2.1682056 |
| El Chorrillo                                    | Fuente            | Entorno cercano | 40°25′26.47″N 02°08′37.12″O / 40.4240194, -2.1436444 |
| Peña del Cagurrial - El Chorrillo               | Cascada           | Entorno cercano | 40°25′11.13″N 02°08′37.54″O / 40.4197583, -2.1437611 |
| Navellía                                        | Fuente            | Entorno cercano | 40°25′25.77″N 02°09′26.37″O / 40.4238250, -2.1573250 |
| Acceso Sur - Prado de Navellía                  | Bosque            | Entorno cercano | 40°25′25.32″N 02°09′24.31″O / 40.4237000, -2.1567528 |
| Acceso Norte - Prado de Navellía                | Bosque            | Entorno lejano  | 40°25′39.64″N 02°09′36.91″O / 40.4276778, -2.1602528 |
| La Risca del Perro                              | Formación rocosa  | Entorno cercano | 40°25′09.39″N 02°10′14.70″O / 40.4192750, -2.1707500 |
| Los Contaeros                                   | Formación rocosa  | Entorno cercano | 40°25′10.19″N 02°08′34.99″O / 40.4194972, -2.1430528 |
| Ceja de la Casilla - 1415 m s. n. m.            | Altitud máxima    | Entorno cercano | 40°25′31.21″N 02°10′18.76″O / 40.4253361, -2.1718778 |
| Poste - 1430 m s. n. m.                         | Vértice geodésico | Entorno lejano  | 40°25′34.85″N 02°10′45.31″O / 40.4263472, -2.1792528 |
| Sima Rebolloso - 1302 m s. n. m.                | Sima              | Entorno cercano | 40°25′45.33″N 02°07′49.85″O / 40.4292583, -2.1305139 |
| Nevero excavado en roca                         | Instalación       | Entorno lejano  | 40°26′54.01″N 02°10′42.12″O / 40.4483361, -2.1783667 |
| Piscina Natural - Río Escabas                   | Remanso de río    | Entorno lejano  | 40°28′00.60″N 02°13′25.34″O / 40.4668333, -2.2237056 |
| Acceso Norte - La Sernilla - Río Escabas        | Remanso de río    | Entorno lejano  | 40°26′56.15″N 02°09′10.47″O / 40.4489306, -2.1529083 |
| La Sernilla - Río Escabas                       | Remanso de río    | Entorno lejano  | 40°26′54.98″N 02°09′26.55″O / 40.4486056, -2.1573750 |
| Acceso Norte - Fuente del Cayo - Río Escabas    | Remanso de río    | Entorno lejano  | 40°25′49.77″N 02°05′53.26″O / 40.4304917, -2.0981278 |
| Área recreativa - Fuente del Cayo - Río Escabas | Remanso de río    | Entorno lejano  | 40°25′47.01″N 02°05′53.67″O / 40.4297250, -2.0982417 |